# Mikroalbuminurija
Mikroalbuminurija je naziv koji označava prisutnost malih količina albumina u urinu, do čega dolazi zbog pojačane propusnosti bubrežnih glomerula za albumine.
Mikroalbuminurija nije normalna pojava, a može biti pokazatelj različitih bolesti:
- subkliničke kardiovaskularne bolesti
- pokazatelj disfunkcije vaskularnog endotela
- važan prognostički pokazatelj:
  - u šećernoj bolesti
  - u hipertenzija

Mikroalbuminurija se dijagnosticira:
- u 24-satnom urinu vrijednost albumina 20 - 200 µg/min
- u dva navrata vrijednost albumina u urinu 30 do 300 mg/L

Vrijednosti albumina više od ovih se dijagnosticiraju kao makroalbuminurija, tj. albuminurija.